# Pohulanka (województwo kujawsko-pomorskie)
Pohulanka – osada leśna w Polsce położona w województwie kujawsko-pomorskim, w powiecie świeckim, w gminie Osie, w pobliżu rzeki Wdy w kompleksie Borów Tucholskich na obszarze Wdeckiego Parku Krajobrazowego.
W latach 1975–1998 miejscowość administracyjnie należała do województwa bydgoskiego.